# Heteronyx spadicea
Heteronyx spadicea är en skalbaggsart som beskrevs av Hermann Burmeister 1855. Heteronyx spadicea ingår i släktet Heteronyx och familjen Melolonthidae. Inga underarter finns listade i Catalogue of Life.